# Greg Tarzan Davis

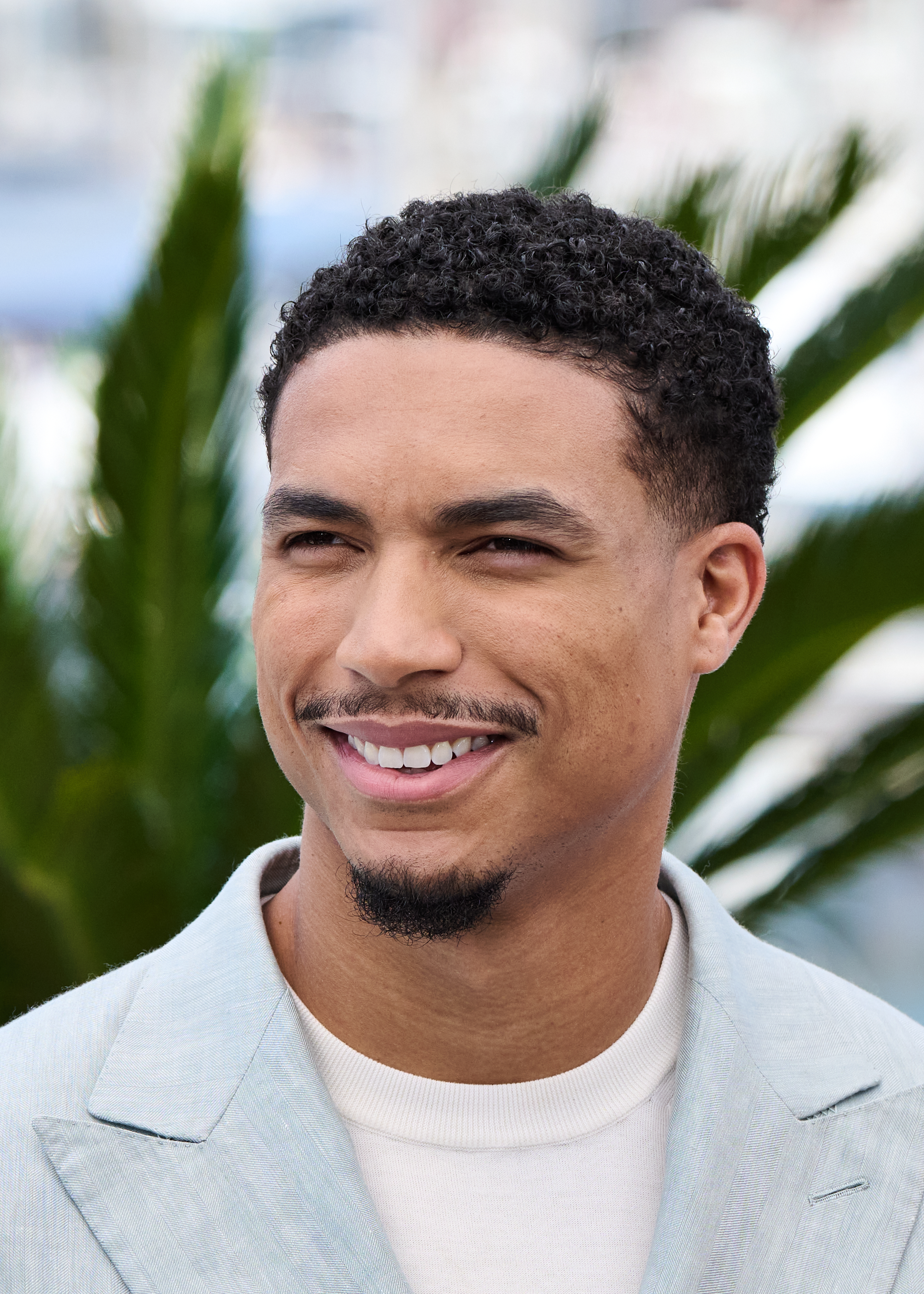
Greg Tarzan Davis (2025)

Gregory Davis Jr., besser bekannt als Greg Tarzan Davis (* 25. September 1993 in New Orleans, Louisiana), ist ein US-amerikanischer Schauspieler.

## Leben
Davis spielte am Theater, bevor er nach Los Angeles zog und dort seine Schauspielkarriere startete. 2016 war er in dem Kurzfilm Mest’ zu sehen, es folgten Nebenrollen wie 2018 im Horrorfilm Tales from the Hood 2 sowie Episodenrollen in Fernsehserien wie Chicago P.D. und Grand Hotel. 2021 erhielt er eine wiederkehrende Rolle als Assistenzarzt Dr. Jordan Wright in der 18. Staffel der Fernsehserie Grey’s Anatomy.
2022 spielte Davis die Rolle des Lt. Javy „Coyote“ Machado im Actionfilm Top Gun: Maverick mit Tom Cruise.
Erneut neben Cruise spielte er 2023 im Actionfilm Mission: Impossible – Dead Reckoning Teil Eins sowie dessen Fortsetzung von 2025 als Degas mit.

## Filmografie
- 2016: Mest’ (Kurzfilm)
- 2017: Woke
- 2017: Chicago P.D. (Fernsehserie, Episode 4x09)
- 2017: Controversy (Fernsehfilm)
- 2018: The White Shoes (Kurzfilm)
- 2018: Tales from the Hood 2
- 2019: Young & Naive (Kurzfilm)
- 2019: Grand Hotel (Fernsehserie, Episode 1x03)
- 2020: Ruf der Wildnis (The Call of the Wild)
- 2020: All Rise – Die Richterin (All Rise, Fernsehserie, Episode 1x18)
- 2020–2021: Good Trouble (Fernsehserie, 3 Episoden)
- 2021–2022: Grey’s Anatomy (Fernsehserie, 11 Episoden)
- 2022: Top Gun: Maverick
- 2023: Mission: Impossible – Dead Reckoning Teil Eins (Mission: Impossible – Dead Reckoning Part One)
- 2025: Mission: Impossible – The Final Reckoning